# Strada regionale 429 di Val d'Elsa
La ex strada statale 429 di Val d'Elsa (SS 429), ora strada regionale 429 Val d'Elsa (SRT 429), è una strada regionale italiana.

## Percorso
La strada ha inizio distaccandosi dalla ex strada statale 408 di Montevarchi nei pressi di Badia a Coltibuono. Nei suoi primi chilometri si snoda lungo le Colline del Chianti attraversando Radda in Chianti e Castellina in Chianti, dove incrocia la ex strada statale 222 Chiantigiana.
Prosegue quindi ancora verso ovest, incrociando il RA 3 Firenze-Siena alle porte di Poggibonsi e nello stesso centro abitato la ex strada statale 2 Via Cassia. Da questo punto in poi la strada inizia a percorrere la Valdelsa, rimanendo sempre sulla sponda destra del fiume Elsa.
Entrata nella provincia fiorentina, attraversa Certaldo e Castelfiorentino terminando il suo percorso a Ponte a Elsa, frazione di Empoli, innestandosi sulla strada statale 67 Tosco Romagnola.
In seguito al decreto legislativo n. 112 del 1998, dal 2001 la gestione è passata dall'ANAS alla Regione Toscana che ha poi devoluto le competenze alla Provincia di Siena e alla Provincia di Firenze per le tratte territorialmente competenti. Bisogna aggiungere che la strada ha subito due declassamenti uno nel 1994 e l'altro nel 2001.Infatti il tratto Badia a Coltibuono-Castellina in Chianti-Poggibonsi venne declassato già nel 1994/95, quando l'ANAS cedette la sua competenza alla Regione Toscana, mentre il tratto Poggibonsi-Ponte a Elsa rimase di competenza ANAS fino al 2000.

### La Variante
A partire dalla fine degli anni novanta si è iniziato a discutere di un collegamento rapido tra l'Autopalio e la Fi-Pi-Li, al fine di soddisfare i crescenti volumi di traffico, prevalentemente merci, lungo la Val d'Elsa, volumi per i quali il vecchio tracciato risultava assai inadeguato, nonostante la creazione di brevi itinerari alternativi per aggirare centri abitati come Certaldo e Castelfiorentino. Nell'Aprile 2004 iniziarono così i lavori per il cosiddetto Lotto "0" tra la ex-ss 429 e la variante, nel breve tratto "Certaldo Ovest-Badia a Elmi"; mentre i lavori per la tratta "Poggibonsi Ovest-Certaldo vennero momentaneamente rimandati. Nel luglio 2004 viene intanto aperto al traffico il Lotto I (Poggibonsi Nord-Poggibonsi Ovest), che unisce l'Autopalio con la Sp 63 (Volterrana Sud) presso la zona industriale a ovest di Poggibonsi. Dopo una lunga interruzione dei lavori dovuta al fallimento delle imprese appaltatrici, nel maggio 2013 viene aperta al traffico la tratta del Lotto II Poggibonsi Ovest-Certaldo Nord della nuova ss 429, che nella conferenza dei servizi del giugno 2006 era stato prolungato verso Nord in direzione di Castelfiorentino, evitando così l'attraversamento dell'abitato di Certaldo tramite tre gallerie e un viadotto di quasi 400 m. Nel 2014, a seguito di ulteriori intoppi burocratici e legali, i lavori della restante parte vennero commissariati dalla Regione Toscana. Nel 2015 furono prese in carico le opere fino ad allora realizzate, la loro manutenzione e la realizzazione di opere puntuali (circa 10 milioni di euro). Nel giugno del 2016 iniziò la realizzazione delle nuove opere lineari. I lavori del Lotto VI “Empoli-Brusciana” si sono conclusi nel luglio 2017. I lavori di completamento del Lotto V “Brusciana-Dogana” sono stati avviati nel giugno 2018 e aperti nel luglio 2019, mentre a dicembre 2020 sono stati conclusi i lavori del lotto IV, tra Dogana e Case Nuove.
Attualmente la variante consiste in una strada extraurbana secondaria quasi interamente in rilevato, con una corsia per senso di marcia ma con caratteristiche di strada a scorrimento veloce, quindi senza incroci a raso laterali, bensì con rotatorie a distanza media di 3-4 km l'una dall'altra e frequenti piazzole di sosta. Non attraversa centri abitati e presenta 90 km/h come limite di velocità standard, 40 km/h in prossimità delle rotatorie e pochi tratti critici con limite a 70 km/h. Il tracciato complessivo ha una lunghezza di 38 km, 4 dei quali (tratta Certaldo Nord-Castelfiorentino Sud) sono ancora da realizzare. Sul tracciato sono inoltre presenti 8 gallerie e 6 viadotti sul fiume Elsa (uno dei quali ricade nel tratto precedentemente citato, attualmente non realizzato).

#### Tabella di Percorso (srt 429 var)
Tratta Poggibonsi-Certaldo:
- Autopalio Firenze-Siena (RA 3) (uscita Poggibonsi Nord)
- Poggibonsi Nord; innesto ex-ss 2 "Via Cassia", Barberino Val d'Elsa-Firenze.
- Chiano-Poggibonsi via Pisana; innesto ex-ss 429, S.Gimignano (sp 63).
- Poggibonsi Ovest; innesto sp 63 "Volterrana Sud", S.Gimignano-Volterra.
- Zambra-Cusona; innesto ex-ss 429, Vico d'Elsa-Barberino Val d'Elsa.
- Ulignano Sud; innesto ex-ss 429, Ulignano centro.
- Ulignano Nord; innesto ex-ss 429, Ulignano-Vico d'Elsa.
- Certaldo Sud; innesto ex-ss 429, Certaldo-Montespertoli-S.Casciano Val di Pesa (sp 79-sp 93), Badia a Elmi-S.Gimignano-Gambassi Terme.
- Certaldo Nord; innesto ex-ss 429, Zona Produttiva Certaldo, Petrazzi.

Tratta Castelfiorentino-Empoli:
- Castelfiorentino Sud; innesto sp 4 "Volterrana", Case Nuove, Volterra-Gambassi Terme-Castelfiorentino-Montespertoli (sp 4), Zona Produttiva Malacoda (ex-ss 429).
- Castelfiorentino Nord; Dogana.
- Castelnuovo d'Elsa; Coiano-Granaiolo (sp 108), Fontanella-Sant'Andrea (ex-ss 429).
- Brusciana; innesto ex-ss 429, Molin Nuovo, Monteboro, Ponte a Elsa (ss 67 "Tosco-Romagnola")
- Pianezzoli; Ponte a Elsa, San Miniato-Zona Industriale Terrafino (ss 67 "Tosco-Romagnola")
- Empoli sud; S.G.C. Fi-Pi-Li (uscita Empoli Centro), Circonvallazione Sud Empoli, Vinci-Cerreto Guidi (sp 13)

Lavori Secondari annessi alla Variante srt 429
Oltre alla costruzione della strada in sé e delle opere ad essa strettamente collegate, è stato necessario anche adeguare o costruire ex-novo alcune infrastrutture limitrofe. Tra i principali vi è un collegamento tramite viadotto tra la ex-ss 429 e la Variante, tra Loc.Bassetto e Badia a Elmi (Certaldo). Nella prima bozza del progetto della Variante datata maggio 1999, elaborata dall'ufficio tecnico dell'Assessorato ai trasporti del Comune di Certaldo, esso doveva essere in realtà il tratto iniziale della nuova variante, concepita come una tangenziale cittadina, funzionale ad evitare l'attraversamento dell'abitato da parte dei mezzi pesanti. Poi a partire dal 2002 venne elaborato, dalla Regione Toscana, il tracciato della nuova srt 429, concepita come una variante alla ex statale tra Poggibonsi ed Empoli.
Altri lavori secondari riguardano la costruzione di un viadotto sulla linea ferroviaria Empoli-Siena per collegare la ex-ss 429 alla nuova variante nei pressi di Ulignano e il rifacimento di due ponti sul fiume Elsa, nelle frazioni di Zambra e Granaiolo.
Futuro
Nel 2021 verranno avviati i lavori anche del III lotto, "Certaldo Nord-Castelfiorentino Sud", per infine completare l'intera variante.